# Poljana Vojnićka
Poljana Vojnićka is een plaats in de gemeente Krnjak in de Kroatische provincie Karlovac. De plaats telt 26 inwoners (2001).